# Гай Эмилий Север Кантабриан
Гай Эмилий Север Кантабриан (лат. Gaius Aemilius Severus Cantabrianus) — римский политический деятель второй половины II века.

## Биография
О родителях Кантабриана нет никаких сведений. Его когномен указывает на то, что он скорее всего, происходил из Испании, поскольку образован от названия испанского племени кантабров. Из одного сохранившегося фрагментарно военного диплома, обнаруженного в Нижней Паннонии, следует, что в 192 году Кантабриан занимал должность консула-суффекта вместе с Луцием Юлием Мессалой Рутилианом. Дальнейшая его биография неизвестна.